# Hositea
Hositea is een geslacht van vlinders van de familie van de grasmotten (Crambidae), uit de onderfamilie van de Midilinae. De wetenschappelijke naam en de beschrijving van dit geslacht zijn voor het eerst gepubliceerd in 1910 door Harrison Gray Dyar Jr.. Dyar beschreef ook de eerste soort uit het geslacht, Hositea gynaecia, die als typesoort is aangeduid.

## Soorten
- H. bicincta Schaus, 1913
- H. cyanops Munroe, 1970
- H. gynaecia Dyar, 1910
- H. punctigera Munroe, 1970
- H. regina Munroe, 1970